# Тамме (Орава)
Тамме (ест. Tamme, виро Tammõ) — село в Естонії, входить до складу волості Орава, повіту Пилвамаа.